# Tony Tan Caktiong

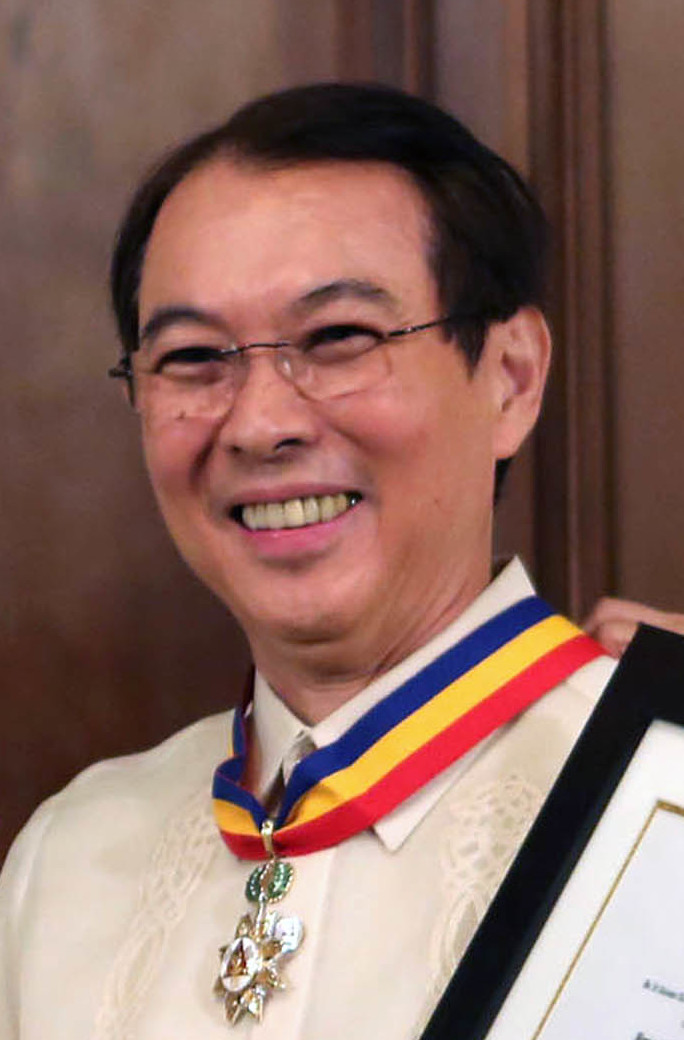
Tony Tan Caktiong, 2016

Tony Tan Caktiong (chin. 陳覺中) (* 5. Januar 1953) ist ein philippinischer Unternehmer chinesischer Abstammung. Er ist der Gründer und Präsident der größten philippinischen Fastfoodkette Jollibee und auf der Forbes-Liste der reichsten Philippiner 2010 mit einem Vermögen von 980 Millionen USD auf Platz 6 gelistet.
Caktiong ist der Sohn einer chinesischen Einwandererfamilie, welche ursprünglich aus der Provinz Fujian in China stammt. Sein Vater arbeitet zunächst als Koch in Manilas Chinatown und später zog die Familie nach Davao City, wo der Vater ein kleines Restaurant eröffnete. Tony Tan Caktiong wuchs in Davao City zusammen mit 6 Geschwistern auf. Später zog er zurück nach Manila, wo er zunächst das Chiang Kai Shek College besuchte, eine Chinesisch-Philippinische Schule, danach dann an der Universität de Santo Tomás studierte und diese mit dem Bachelor-of-Science-Abschluss als Chemieingenieur verließ. Frisch verheiratet eröffnete er 1975 in Quezon City das Cubao Icecream House, eine Magnolia-Eiskrem-Franchise-Filiale. Da er jedoch schnell bemerkte, dass seine Kunden mehr wünschten, als nur Eiskrem, erweiterte er das Speisenangebot um typische Fastfood-Artikel wie Hamburger, Pommes frites, Spaghetti und gegrillte Hähnchen. Im Jahr 1978 betrieb Caktiong mit Unterstützung seiner Familie in Metro Manila bereits sechs Filialen seiner Eisdielen mit erweitertem Fastfood-Angebot und gründete im selben Jahr die Fastfood-Firma Jollibee und konzentrierte sich fortan bei der weiteren Expansion auf das Fastfood-Sortiment und dessen Weiterentwicklung.
Als die amerikanische Fastfood-Kette McDonald’s 1981 in den philippinischen Markt eintrat, sah sich Caktiong der Entscheidung ausgesetzt, entweder Franchisenehmer von McDonald’s zu werden, oder mit Jollibee den Wettbewerb mit dem Giganten aufzunehmen. Caktiong entschied sich für Letzteres und konnte sich gegen den von vielen als übermächtig angesehenen Konkurrenten behaupten, nicht zuletzt wegen seiner Kenntnisse der kulinarischen Vorlieben seiner Kunden und Ausrichtung auf lokale Geschmacksmuster. Beispielsweise bot Jollibee schon frühzeitig Gerichte mit Reis als Menü-Bestandteil an, wohingegen McDonald’s diese Adaption an lokale Präferenzen erst sehr viel später vollzog.
Mit zunehmendem Erfolg seines Unternehmens Jollibee konnte Caktiong weitere Restaurantketten zukaufen. Im Jahr 1994 übernahm Jollibee zunächst 80 % von Greenwich Pizza, und 2006 schließlich die restlichen 20 %. 2000 dann erfolgte die Übernahme der auf chinesisches Fastfood spezialisierten Kette Chowking, und weitere fünf Jahre später dann noch der Zukauf der Red Ribbon Bakeshops, welche ein Sortiment an Kuchen und Torten anbietet. Bereits 2004 hatte die Jollibee Food Corporation (JFC) zusammen mit den zugekauften Unternehmensteilen auf den Philippinen einen Marktanteil von 65 % des Fastfood-Marktes. Die Philippinen sind damit das einzige Land, in dem es einem lokalen Fastfood-Anbieter gelungen ist, sich gegen McDonald’s durchzusetzen und den Konkurrenten auf den zweiten Platz zu verweisen.
2004 wurde Tony Tan Caktiong in Monaco von Ernst & Young mit dem Titel Welt-Unternehmer des Jahres 2004 ausgezeichnet. Er war damit der erste Philippiner, der diese Auszeichnung erhielt.
Ab 2006 betrieb Caktiongs Jollibee Food Corporation als exklusiver Franchisenehmer auf den Philippinen auch mehrere Delifrance-Filialen, einem Anbieter von vorwiegend französischen Backwaren, gab diese Sparte jedoch Ende 2010 wieder auf, da man sich mehr auf das Fastfood-Geschäft mit den größeren Ketten konzentrieren möchte. Im Zuge dessen übernahm JFC dann 2010 70 % der Anteile an Mang Inasal Philippines Inc., dem Betreiber der 2003 gegründeten Restaurant-Kette Mang Inasal, welcher vorwiegend auf Kohle gegrillte Hähnchen anbietet.
Vom großen Erfolg seiner Firma auf den Philippinen motiviert, expandierte Caktiong mit seiner Jollibee Food Corporation auch ins Ausland, konzentrierte sich hierbei vorwiegend auf Länder mit hohem Anteil an philippinischen Gastarbeitern. Dies waren zunächst China und die USA, später folgten Filialen in Saudi-Arabien, Hongkong, Vietnam, Malaysien, Brunei, Guam, Taiwan, Indonesien, den Vereinigten Arabischen Emiraten und jüngst auch in Katar.
Im Jahr 2007 hatte die Jollibee-Gruppe insgesamt 1559 Filialen, teilweise eigene und teilweise auf Franchise-Basis. Im Einzelnen entfielen hiervon auf den Philippinen 583 Restaurants auf Jollibee, 367 auf Chowking, 237 auf Greenwich, 163 auf Red Ribbon und 35 auf Delifrance, der Rest auf kleinere, ebenfalls zur Gruppe gehörenden Restaurantketten, wie Manong Pepe's oder Tita Frita's Uling Uling. Im Ausland waren es 2007 insgesamt 174 Filialen. Nach einer gewissen Sättigung des einheimischen Marktes verstärkt sich die Expansion von Caktiongs Firmengruppe in den letzten Jahren zunehmend auf das Ausland. Bis zum 30. Juni 2010 hatte die Anzahl der philippinischen Filialen um lediglich 25 auf nunmehr 1584 zugenommen, die der ausländischen Standorte sich mit einem Zuwachs von 183 Filialen auf nun 357 mehr als verdoppelt.
Neben seiner Tätigkeit als CEO der Jollibee Food Corporation ist Caktiong seit 2005 im Aufsichtsrat der First Gen Corporation, einem philippinischen Stromproduzenten, vertreten. Am 8. Juli 2008 wurde er darüber hinaus in den Aufsichtsrat der Philippine Long Distance Telephone Co. (PLDT) gewählt.
Tony Tan Caktiong ist verheiratet mit Grace Tan Caktiong und die beiden haben drei Kinder. Grace Tan Caktiong ist die Vorsitzende der Jollibee Stiftung.